# Robin Jonsson (fotbollsspelare)
Hans Robin Jonsson, född 13 november 1987, är en svensk före detta fotbollsspelare.

## Karriär
Robin Jonsson kom till Örgryte IS 2003 från moderklubben Trollhättans FK. Han var med när ÖIS vann Superettan 2008, och debuterade i Allsvenskan den 5 april 2009.
I början av mars 2011 skrev Jonsson på ett 1-årskontrakt med superettaklubben Ljungskile SK efter att ÖIS degraderats till division 1. Efter att kontraktet med Ljungskile SK gått ut så skrev Robin Jonsson den 17 januari 2012 på för ÖIS igen, vilket innebar att han återvände till Göteborg redan efter ett år i Ljungskile SK. Trots att ÖIS blev uppflyttade till Superettan kunde dock inte Jonsson och klubben komma överens om ett nytt kontrakt, vilket innebar att han återigen tvingades lämna klubben.
I mars 2013 skrev Jonsson på för Utsiktens BK. I december 2016 förlängde han sitt kontrakt med ett år, och i februari 2018 förlängdes kontraktet med två år.
I februari 2019 gick Jonsson till division 3-klubben Landvetter IS. Inför säsongen 2022 gick han till division 4-klubben Älvsborg FF. Jonsson spelade endast en match under säsongen 2022. Därefter avslutade han sin fotbollskarriär.